# Madolyn Smith Osborne
Madolyn Smith Osborne (* 1. Januar 1957 in Albuquerque, New Mexico) ist eine US-amerikanische Schauspielerin.

## Leben und Leistungen
Smith Osborne debütierte unter dem Namen Madolyn Smith an der Seite von John Travolta, Debra Winger und Scott Glenn im Filmdrama Urban Cowboy aus dem Jahr 1980. In der Komödie Solo für 2 (1984) spielte sie neben Steve Martin und Lily Tomlin. In dem für einen Preis des Festival Internazionale del Giallo e del Mistro Cinema Televisione Letteratura nominierten Thriller The Caller (1987) spielte sie die Frau, die der Anrufer (Malcolm McDowell) besuchen will. In der Komödie Funny Farm (1988) spielte sie die Rolle von Elizabeth Farmer, der Ehefrau von Andy Farmer (Chevy Chase). Ihr bisher (April 2018) letzter Auftritt erfolgte in einer Folge der Fernsehserie Ein Mountie in Chicago aus dem Jahr 1994.
Madolyn Smith heiratete den Eishockeyspieler Mark Osborne.

## Filmografie (Auswahl)
- 1980: Urban Cowboy
- 1982: Probe für einen Mord (Rehearsal for Murder)
- 1984: Solo für 2 (All of Me)
- 1984: 2010 – Das Jahr, in dem wir Kontakt aufnehmen (2010: The Year We Make Contact)
- 1986: Rache ist ein süßes Wort (If Tomorrow Comes, Miniserie)
- 1987: The Caller
- 1988: Funny Farm
- 1989: Cheers (Folge 7x18: Analyse gefällig?)
- 1990: Stauffenberg – Verschwörung gegen Hitler (The Plot to Kill Hitler)
- 1991: Flug ins Dunkel (Final Approach)
- 1991: Ein Vermieter zum Knutschen (The Super)
- 1993: Class of ’96 (Fernsehserie, 4 Folgen)